# Койбагар
Койбагар (на казахски: Қойбағар; на руски: Койбагар) е безотточно сладко-солено езеро в северната част на Казахстан (източната част на Костанайска област).
Езерото Койбагар заема дъното на обширна котловина, на 202 m н.в. в централната част на Тургайското плато, източно от голямото езеро Кушмурун. Има бъбрековидна форма с дължина от север на юг 17,8 km, ширина до 9,1 km и площ от 96 до 127 km². Бреговете му с дължина 49 km са ниски и полегати. Площта, нивото и дълбочината му значително се колебаят през годината. От запад в него се влива река Карасу. През лятото северната му половина редовно пресъхва, а в южната му част водата се засолява. Има предимно снежно подхранване. На източния му бряг е разположено село Суйгенсай, а на 3 km западно от него – районният център село Карасу.